# Lista de aeroportos da Nigéria
Esta é uma lista de aeroportos na Nigéria, agrupados por tipo e ordenados por localização.
Existem 22 aeroportos na Nigéria com pistas pavimentadas. Destes, quatro são aeroportos internacionais. Também existem 21 pistas construídas, principalmente, pela força aérea nigeriana e as empresas petrolíferas multinacionais espalhadas pelo país. O governo federal detém e explora todos os aeroportos na Nigéria através do seu órgão regulador, a Federal Airports Authority of Nigeria. Recentemente, um projeto de lei que permite a construção, propriedade e exploração comercial dos aeroportos pelos estabelecimentos privados tem sido passado em lei.

## Lista
Nomes de Aeroportos mostrados em negrito indicam que o aeroporto tem o serviço regular ligado a companhias aéreas comerciais.
| Cidade        | Estado                        | ICAO | IATA | Aeroporto Nome                                                            |
|               |                               |      |      | Aeroportos Internacionais                                                 |
| Abuja         | Território da Capital Federal | DNAA | ABV  | Nnamdi Azikiwe International Airport                                      |
| Kano          | Kano                          | DNKN | KAN  | Mallam Aminu Kano International Airport                                   |
| Lagos / Ikeja | Lagos                         | DNMM | LOS  | Murtala Muhammed International Airport                                    |
| Port Harcourt | Rivers                        | DNPO | PHC  | Port Harcourt International Airport                                       |
|               |                               |      |      | Maiores aeroportos domésticos                                             |
| Calabar       | Cross River                   | DNCA | CBQ  | Margaret Ekpo International Airport                                       |
| Enugu         | Enugu                         | DNEN | ENU  | Akanu Ibiam International Airport (Enugu Airport)                         |
| Jos           | Plateau                       | DNJO | JOS  | Yakubu Gowon Airport                                                      |
| Kaduna        | Kaduna                        | DNKA | KAD  | Kaduna Airport                                                            |
| Maiduguri     | Borno                         | DNMA | MIU  | Maiduguri International Airport (Maiduguri Airport)                       |
| Socoto        | Socoto                        | DNSO | SKO  | Sadiq Abubakar III International Airport (Sultan Saddik Abubakar Airport) |
| Yola          | Adamawa                       | DNYO | YOL  | Yola Airport                                                              |
|               |                               |      |      | Outros aeroportos domésticos                                              |
| Akure         | Ondo                          | DNAK | AKR  | Akure Airport                                                             |
| Bauchi        | Bauchi                        |      | BCU  | Bauchi Airport                                                            |
| Benin         | Edo                           | DNBE | BNI  | Benin Airport                                                             |
| Ibadan        | Oyo                           | DNIB | IBA  | Ibadan Airport                                                            |
| Ilorin        | Kwara                         | DNIL | ILR  | Ilorin International Airport                                              |
| Katsina       | Katsina                       |      |      | Katsina Airport                                                           |
| Makurdi       | Benue                         | DNMK | MDI  | Makurdi Airport                                                           |
| Minna         | Níger                         | DNMN | MXJ  | Minna Airport                                                             |
| Owerri        | Imo                           | DNIM | QOW  | Sam Mbakwe Airport                                                        |
| Warri         | Delta                         |      | QRW  | Warri Airport                                                             |
| Zaria         | Kaduna                        | DNZA | ZAR  | Zaria Airport                                                             |
|               |                               |      |      | Pistas (não asfaltadas)                                                   |
| Ajaokuta      | Kogi                          |      |      | Ajaokuta Airport                                                          |
| Ashaka        | Gombe                         |      |      | Ashaka Airstrip                                                           |
| Azare         | Bauchi                        |      |      | Azare Airstrip                                                            |
| Bacita        | Kwara                         |      |      | Bacita Airstrip                                                           |
| Bebi          | Cross River                   |      |      | Bebi Airstrip                                                             |
| Bida          | Níger                         | DNBI |      | Bida Airstrip                                                             |
| Birnin Kebbi  | Kebbi                         |      |      | Kebbi Airstrip                                                            |
| Eket          | Akwa Ibom                     |      |      | Eket Airstrip                                                             |
| Escravos      | Delta                         |      |      | Escravos Airstrip                                                         |
| Gusau         | Zamfara                       | DNGU | QUS  | Gusau Airstrip                                                            |
| Kaltungo      | Gombe                         |      |      | Kaltungo Airstrip                                                         |
| Lokoja        | Kogi                          |      |      | Lokoja Airstrip                                                           |
| Magbon        | Lagos                         |      |      | Magbon Airstrip                                                           |
| Mambilla      | Taraba                        |      |      | Mambilla Airstrip                                                         |
| Miango        | Plateau                       |      |      | Miango Airstrip                                                           |
| Mubi          | Adamawa                       |      |      | Mubi Airstrip                                                             |
| Nguru         | Yobe                          |      |      | Nguru Airstrip                                                            |
| Obudu         | Cross River                   |      |      | Obudu Cattle Ranch Airstrip                                               |
| Odegi         | ???                           |      |      | Odegi Airstrip                                                            |
| Oxobô         | Osun                          | DNOS |      | Osogbo Airstrip                                                           |
| Potiskum      | Yobe                          |      |      | Potiskum Airstrip                                                         |
| Shiroro       | Níger                         |      |      | Shiroro Airstrip                                                          |
| Tuga          | Kebbi                         |      |      | Tuga Airstrip                                                             |
|               |                               |      |      | Aeroportos militares                                                      |
| Makurdi       | Benue                         | DNMK | MDI  | Makurdi Air Force Base                                                    |